# Some Kind of Heroin
Some Kind of Heroin es un álbum de remixes de Mortiis, editado en el año 2007.
Este trabajo consiste en remezclas con canciones de su anterior álbum, The Grudge, realizadas por diversos artistas, y con Mortiis mismo como productor y colaborador.

## Lista de canciones
1. "Underdog (Zombie Girl Remix)"
2. "The Grudge (Gothminister Mix)"
3. "Twist the Knife (The Gibbering Mix by Implant)"
4. "Broken Skin Feat. Stephan Groth (Septic Wound Mix by XP8)"
5. "The Grudge (Mental Siege Mix)"
6. "Gibber (PIG Remix)"
7. "Way Too Wicked (Rape, Dope and the American Way Mix by The Kovenant)"
8. "Gibber (Lysergic Club Mix by Velvet Acid Christ)"
9. "The Worst in Me (Girls Under Glass Mix)"
10. "The Grudge (David Wallace Remix)"
11. "Broken Skin Feat. Stephan Groth (Funker Vogt Remix)"
12. "The Grudge (Emotional Heresy by Kubrick)"
13. "Decadent & Desperate (Therafuck Remix by Dope Stars)"
14. "Gibber (Gibbering Idiot)"
15. "Way too Wicked (Absinthium Mix)"
16. "The Worst in Me (Extraction Mix by In the Nursery)"